# Dzianis Paljakoŭ
Dzianis Aljaksandravitj Paljakoŭ (belarusiska: Дзяні́с Алякса́ндравіч Паляко́ў, ryska: Дени́с Алекса́ндрович Поляко́в, Denis Aleksandrovitj Poljakov), född 17 april 1991 i Minsk i Vitryska SSR i Sovjetunionen (nu Belarus), är en belarusisk fotbollsspelare (försvarare).